# Wahlen zum Senat der Vereinigten Staaten 1848 und 1849
Die Wahlen zum Senat der Vereinigten Staaten 1848 und 1849 zum 31. Kongress der Vereinigten Staaten fanden zu verschiedenen Zeitpunkten statt. Die Wahlen fanden parallel zur Präsidentschaftswahl 1848 statt, in der Zachary Taylor gewählt wurde. Vor der Verabschiedung des 17. Zusatzartikels wurden die Senatoren nicht direkt gewählt, sondern von den Parlamenten der Bundesstaaten bestimmt.
Noch vor der Wahl zum 31. Kongress fanden in acht Staaten Nachwahlen statt, Wisconsin und Iowa wählten als neue Staaten erstmals Senatoren in den Kongress. Sechs Sitze waren vorher von Demokraten gehalten worden, zwei von Whigs, beide Parteien konnten die jeweiligen Sitze verteidigen. Die vier neuen Senatoren gehörten alle der Demokratischen Partei an.
Zur Wahl standen die 20 Sitze der Senatoren der Klasse III, die 1842 und 1843 für eine Amtszeit von sechs Jahren gewählt worden oder später nachgerückt waren. Von diesen gehörten fünf der United States Whig Party an, 15 der Demokratischen Partei. Sechs Demokraten und zwei Whigs wurden wiedergewählt, zwei Sitze die Demokraten konnten halten, die Whigs einen. Die Wahl des demokratischen Senators James Shields wurde anschließend annulliert, da er noch nicht lange genug Bürger der USA war. Ein Sitz ging von den Whigs an die Demokraten, fünf Sitze von den Demokraten an die Whigs, einer an die Free Soil Party. Shields, der die erforderlichen neun Jahre Staatsbürgerschaft inzwischen erreicht hatte, wurde vor der ersten Sitzungsperiode des 31. Kongresses erneut gewählt.
Vor der Wahl hatten die Demokraten eine Mehrheit von 36 der 60 Sitze, ein Abgeordneter war ein unabhängiger Demokrat, 23 waren Whigs. Nach der Wahl und dem Wechsel von Senator John P. Hale hatte die Free Soil Party zwei Sitze, die Demokraten waren auf 33 zurückgegangen, die Whigs hatten 25 Senatoren.
Zu Veränderungen nach der Wahl siehe auch Liste der Mitglieder des Senats im 31. Kongress der Vereinigten Staaten.

## Ergebnisse

### Wahlen während des 30. Kongresses
Die Gewinner dieser Wahlen wurden vor dem 4. März 1849 in den Senat aufgenommen, also während des 30. Kongresses.
| Staat       | Amtierender Senator           | Partei      | Nachwahl   | Datum         | Ergebnis                | Neuer Senator        |
| ----------- | ----------------------------- | ----------- | ---------- | ------------- | ----------------------- | -------------------- |
| Alabama     | Arthur P. Bagby               | Demokrat    | Klasse III | 1. Juli 1848  | von Demokraten gehalten | William R. King      |
| Arkansas    | William K. Sebastian, ernannt | Demokrat    | Klasse II  | 17. Nov. 1848 | bestätigt               | William K. Sebastian |
| Connecticut | Roger S. Baldwin, ernannt     | Whig        | Klasse I   | Mai 1848      | bestätigt               | Roger S. Baldwin     |
| Delaware    | John M. Clayton               | Whig        | Klasse I   | 23. Feb. 1849 | von Whigs gehalten      | John Wales           |
| Iowa        | neuer Staat                   | neuer Staat | Klasse II  | 7. Dez. 1848  | Zugewinn Demokraten     | George W. Jones      |
| Iowa        | neuer Staat                   | neuer Staat | Klasse III | 7. Dez. 1848  | Zugewinn Demokraten     | Augustus C. Dodge    |
| Kentucky    | Thomas Metcalfe, ernannt      | Demokrat    | Klasse III | 3. Jan. 1849  | bestätigt               | Thomas Metcalfe      |
| Maine       | Wyman B. S. Moor, ernannt     | Demokrat    | Klasse I   | 7. Juni 1848  | von Demokraten gehalten | Hannibal Hamlin      |
| Michigan    | Thomas Fitzgerald, ernannt    | Demokrat    | Klasse I   | 20. Jan. 1849 | von Demokraten gehalten | Lewis Cass           |
| Mississippi | Jefferson Davis, ernannt      | Demokrat    | Klasse I   | 11. Jan. 1848 | bestätigt               | Jefferson Davis      |
| Wisconsin   | neuer Staat                   | neuer Staat | Klasse I   | 8. Juni 1848  | Zugewinn Demokraten     | Henry Dodge          |
| Wisconsin   | neuer Staat                   | neuer Staat | Klasse III | 8. Juni 1848  | Zugewinn Demokraten     | Isaac P. Walker      |

- ernannt: Senator wurde vom Gouverneur als Ersatz für einen ausgeschiedenen Senator ernannt, Nachwahl nötig.
- bestätigt: ein als Ersatz für einen ausgeschiedenen Senator ernannter Amtsinhaber wurde bestätigt.

### Wahlen zum 31. Kongress
Die Gewinner dieser Wahlen wurden am 4. März 1849 in den Senat aufgenommen, also bei Zusammentritt des 31. Kongresses. Alle Sitze dieser Senatoren gehören zur Klasse III. In Georgia fand die Wahl vorzeitig bereits 1847 statt und wird hier der Vollständigkeit halber mit aufgeführt.
| Staat          | Amtierender Senator        | Partei   | Datum          | Ergebnis                                              | Neuer Senator              |
| -------------- | -------------------------- | -------- | -------------- | ----------------------------------------------------- | -------------------------- |
| Alabama        | William R. King            | Demokrat | 1. Juli 1848   | wiedergewählt                                         | William R. King            |
| Arkansas       | Solon Borland, ernannt     | Demokrat | Nov. 1848      | bestätigt                                             | Solon Borland              |
| Connecticut    | John M. Niles              | Demokrat | 1848 oder 1849 | Zugewinn Whigs                                        | Truman Smith               |
| Florida        | James Westcott             | Demokrat | 1848           | Zugewinn Whigs                                        | Jackson Morton             |
| Georgia        | Herschel Vespasian Johnson | Demokrat | 1847           | Zugewinn Whigs                                        | William Crosby Dawson      |
| Illinois       | Sidney Breese              | Demokrat | 13. Jan. 1849  | von Demokraten gehalten, Wahl anschließend annulliert | James Shields, dann vakant |
| Indiana        | Edward A. Hannegan         | Demokrat | 1848           | von Demokraten gehalten                               | James Whitcomb             |
| Iowa           | Augustus C. Dodge          | Demokrat | 1849           | wiedergewählt                                         | Augustus C. Dodge          |
| Kentucky       | Thomas Metcalfe            | Whig     | 1849           | von Whigs gehalten                                    | Henry Clay                 |
| Louisiana      | Henry Johnson              | Whig     | 1848           | Zugewinn Demokraten                                   | Pierre Soulé               |
| Maryland       | James Pearce               | Whig     | 1849           | wiedergewählt                                         | James Pearce               |
| Missouri       | David R. Atchison          | Demokrat | 1849           | wiedergewählt                                         | David R. Atchison          |
| New Hampshire  | Charles G. Atherton        | Demokrat | 1848 oder 1849 | von Demokraten gehalten                               | Moses Norris               |
| New York       | John Adams Dix             | Demokrat | 6. Feb. 1849   | Zugewinn Whigs                                        | William H. Seward          |
| North Carolina | George E. Badger           | Whig     | 1849           | wiedergewählt                                         | George E. Badger           |
| Ohio           | William Allen              | Demokrat | 1849           | Zugewinn Free Soil                                    | Salmon P. Chase            |
| Pennsylvania   | Simon Cameron              | Demokrat | 1849           | Zugewinn Whigs                                        | James Cooper               |
| South Carolina | Andrew Butler              | Demokrat | 1848           | wiedergewählt                                         | Andrew Butler              |
| Vermont        | William Upham              | Whig     | 1849           | wiedergewählt                                         | William Upham              |
| Wisconsin      | Isaac P. Walker            | Demokrat | 1849           | wiedergewählt                                         | Isaac P. Walker            |

- wiedergewählt: ein gewählter Amtsinhaber wurde wiedergewählt.

### Wahlen während des 31. Kongresses
Die Gewinner dieser Wahlen wurden nach dem 4. März 1849 in den Senat aufgenommen, also während des 31. Kongresses.
| Staat       | Amtierender Senator           | Partei      | Nachwahl   | Datum         | Ergebnis                | Neuer Senator    |
| ----------- | ----------------------------- | ----------- | ---------- | ------------- | ----------------------- | ---------------- |
| Alabama     | Benjamin Fitzpatrick, ernannt | Demokrat    | Klasse II  | 30. Nov. 1849 | von Demokraten gehalten | Jeremiah Clemens |
| Illinois    | vakant                        | vakant      | Klasse III | 27. Okt. 1849 | Zugewinn Demokraten     | James Shields    |
| Kalifornien | neuer Staat                   | neuer Staat | Klasse I   | 20. Dez. 1849 | Zugewinn Demokraten     | John C. Frémont  |
| Kalifornien | neuer Staat                   | neuer Staat | Klasse III | 20. Dez. 1849 | Zugewinn Demokraten     | William M. Gwin  |

- ernannt: Senator wurde vom Gouverneur als Ersatz für einen ausgeschiedenen Senator ernannt, Nachwahl nötig.

## Einzelstaaten
In allen Staaten wurden die Senatoren durch die Parlamente gewählt, wie durch die Verfassung der Vereinigten Staaten vor der Verabschiedung des 17. Zusatzartikels vorgesehen. Das Wahlverfahren bestimmten die Staaten selbst, es war daher von Staat zu Staat unterschiedlich. Teilweise ergibt sich aus den Quellen nur, wer gewählt wurde, aber nicht wie.
Das Second Party System bestand aus den ersten Parteien im modernen Sinne in den Vereinigten Staaten, der bis heute bestehenden Demokratischen Partei und der United States Whig Party.

### Alabama
Arthur P. Bagby, seit 1841 demokratischer Senator der Klasse III für Alabama, war zurückgetreten, um Gesandter der USA in Russland zu werden. Am 1. Juli 1848 wurde William R. King zu seinem Nachfolger gewählt, der von 1819 bis 1844 einer der beiden ersten Senatoren Alabamas gewesen war. Er wurde sowohl für den Rest von Bagbys Amtszeit als auch für die anschließende Wahlperiode gewählt.
Dixon Hall Lewis, seit 1844 als Nachfolger Kings demokratischer Senator der Klasse II, war am 25. Oktober 1848 gestorben. Zu seinem Nachfolger war der ehemalige Gouverneur Benjamin Fitzpatrick ernannt worden, der den Sitz von November 1848 bis November 1849 einnahm. Am 30. November 1849 wurde der Demokrat Jeremiah Clemens zu seinem Nachfolger gewählt und nahm den Senatssitz ein.

### Arkansas
Chester Ashley, seit 1844 demokratischer Senator der Klasse II für Arkansas, war am 29. April 1848 gestorben. Zu seinem Nachfolger wurde William King Sebastian ernannt, am 17. November 1848 wurde er vom Parlament Arkansas gewählt.
Ambrose Hundley Sevier, seit 1836 einer der ersten beiden Senatoren von Arkansas, war am 15. März 1848 zurückgetreten und starb wenige Monate später. Zu seinem Nachfolger als Senator der Klasse III wurde Solon Borland ernannt und anschließend gewählt.

### Connecticut
Jabez W. Huntington, seit 1840 Whig-Senator der Klasse I für Connecticut, war am 1. November 1847 gestorben. Zu seinem Nachfolger wurde der ehemalige Gouverneur Roger Sherman Baldwin, ebenfalls ein Whig, ernannt und im Mai 1848 gewählt.
John Milton Niles, seit 1843 demokratischer Senator der Klasse III, verzichtete auf eine Wiederwahl, da er zur Free Soil Party gewechselt hatte und für diese als Gouverneur des Staates kandidierte. Zu seinem Nachfolger wurde der Whig Truman Smith gewählt, der bisher Abgeordneter im Repräsentantenhaus gewesen war.

### Delaware
John Middleton Clayton, seit 1845 Whig-Senator der Klasse I für Delaware, trat zurück, um Außenminister in der Regierung des neu gewählten Präsidenten Zachary Taylor zu werden. Für den Rest der bis 1851 dauernden Amtszeit wurde am 23. Februar 1849 der Whig John Wales gewählt.

### Florida
James Westcott, seit 1845 einer der beiden ersten demokratischen Senatoren für Florida, hatte sich nicht um eine Wiederwahl beworben. Zu seinem Nachfolger wurde 1848 der Whig Jackson Morton gewählt.

### Georgia
Walter T. Colquitt, seit 1843 demokratischer Senator für Georgia, war im Februar 1848 zurückgetreten. Zu seinem Nachfolger für den Rest der Amtszeit war der Demokrat und spätere Gouverneur Herschel Vespasian Johnson ernannt worden. Schon 1847 hatte das Staatsparlament den Whig William Crosby Dawson zum neuen Senator für die 1849 beginnende Amtszeit gewählt.

### Illinois
Sidney Breese, seit 1843 demokratischer Senator für Illinois, war nicht für die Wiederwahl nominiert worden. Zu seinem Nachfolger wurde der Demokrat James Shields gewählt. Shields war in Irland geboren und erst am 21. Oktober 1840 eingebürgert worden, bei der Wahl am 13. Januar 1849 also noch nicht die von der Verfassung für Senatoren geforderten neun Jahre US-Bürger. Seine Wahl wurde daher durch den Senat annulliert. Sein Sitz blieb für einige Monate vakant, im Dezember kandidierte er erneut und wurde rechtmäßig zum Senator gewählt. Shields saß später einige Monate für Minnesota und Missouri im Senat, bis heute ist er der einzige Senator, der drei Staaten im Senat vertrat.

### Indiana
Edward A. Hannegan, seit 1843 demokratischer Senator für Indiana, war nicht für die Wiederwahl nominiert worden. Zu seinem Nachfolger wurde James Whitcomb gewählt, der demokratische Gouverneur des Staates.

### Iowa
Iowa war am 28. Dezember 1846 in die Union aufgenommen worden. Im Parlament des Staates, bestehend wie die meisten Parlamente amerikanischer Bundesstaaten aus Repräsentantenhaus und Senat, konnte allerdings kein Kandidat die erforderliche Mehrheit erreichen, so dass die beiden Senatssitze bis Ende 1848 unbesetzt blieben. Nachdem das Parlament neu gewählt worden war, konnten die Demokraten am 7. Dezember 1848 mit ihrer Mehrheit zwei Senatoren wählen. Den Sitz der Klasse II, dessen Amtszeit bis 1853 ging, loste George W. Jones aus, Augustus C. Dodge erhielt den Sitz der Klasse III, dessen Amtszeit nur bis zum 3. März 1849 dauerte. Er wurde 1849 allerdings für eine volle Amtszeit wiedergewählt.

### Kalifornien
Kalifornien wurde zwar erst am 9. September 1850 als Staat in die Union aufgenommen, die ersten Senatoren wurden aber bereits am 20. Dezember 1849 gewählt. Beide gehörten der Demokratischen Partei an. Den Sitz der Klasse I mit einer Amtszeit bis 1851 erhielt John C. Frémont, der 1856 der erste Präsidentschaftskandidat der neuen Republikanischen Partei war, den Sitz der Klasse III mit einer Amtszeit bis 1855 erhielt William M. Gwin, der von 1841 bis 1843 Mississippi im Repräsentantenhaus vertreten hatte.

### Kentucky
John J. Crittenden, seit 1842 Whig-Senator der Klasse III für Kentucky, war zurückgetreten, um Gouverneur des Staates zu werden. Zu seinem Nachfolger war der Whig Thomas Metcalfe ernannt worden, dieser wurde am 3. Januar 1849 für die verbleibenden zwei Monate der Amtszeit gewählt. Für die neue Amtszeit wurde der Whig Henry Clay gewählt, der ehemalige Außenminister und mehrfach erfolglose Präsidentschaftskandidat.

### Louisiana
Henry Johnson, seit 1844 Whig-Senator für Louisiana, verlor die Wahl 1848 gegen den Demokraten Pierre Soulé, der 1847 für einige Wochen auf den anderen Senatssitz Louisianas gewählt worden war.

### Maine
John Fairfield, demokratischer Senator der Klasse I für Maine seit 1843, war am 24. Dezember 1847 gestorben. Zu seinem Nachfolger war Wyman B. S. Moor ernannt worden, am 7. Juni 1848 wurde der Demokrat Hannibal Hamlin für den Rest der Amtszeit bis 1851 gewählt, der später Vizepräsident während der ersten Amtszeit Abraham Lincolns wurde.

### Maryland
James Pearce, seit 1843 Whig-Senator für Maryland, wurde 1849 wiedergewählt.

### Michigan
Lewis Cass, seit 1845 demokratischer Senator der Klasse I für Michigan, war am 29. Mai 1848 zurückgetreten, um bei der Präsidentschaftswahl 1848 zu kandidieren. Zu seinem Nachfolger wurde Thomas Fitzgerald ernannt. Nachdem Cass in der Präsidentenwahl gegen den Whig Zachary Taylor unterlegen war, kandidierte er als sein eigener Nachfolger und wurde am 20. Januar 1849 gewählt, trat sein Amt allerdings erst am 4. März beim Zusammentritt des neuen Kongresses an.

### Mississippi
Jesse Speight, seit 1845 demokratischer Klasse-I-Senator für Mississippi, war am 1. Mai 1847 gestorben. Zu seinem Nachfolger wurde Jefferson Davis ernannt und am 11. Januar 1848 gewählt, der spätere Kriegsminister der USA und einzige Präsident der Konföderierten Staaten von Amerika.

### Missouri
David Rice Atchison, seit 1843 demokratischer Senator für Missouri, wurde 1849 wiedergewählt.

### New Hampshire
Charles G. Atherton war seit 1843 demokratischer Senator für New Hampshire. Zu seinem Nachfolger wurde der Demokrat Moses Norris gewählt.

### New York
John Adams Dix, seit 1845 demokratischer Senator für New York, hatte sich der Free Soil Party angeschlossen. Bei der Wahl am 6. Februar 1849 unterlag er dem Whig William H. Seward, der später Außenminister wurde.

### North Carolina
George Edmund Badger, seit 1846 Senator für North Carolina, wurde 1849 wiedergewählt.

### Ohio
William Allen, seit 1837 demokratischer Senator für Ohio, verlor die Wahl gegen Salmon P. Chase. Chase war der erste Senator, der für die Free Soil Party in den Senat gewählt wurde – John P. Hale, der erste Free Soiler im Senat, war ursprünglich als unabhängiger Demokrat gewählt worden.

### Pennsylvania
Simon Cameron, seit 1845 demokratischer Senator für Pennsylvania, trat nicht zur Wiederwahl an. In einer gemeinsamen Sitzung beider Parlamentskammern am 10. Januar 1849 wurde sein Nachfolger gewählt. Im dritten Wahlgang wurde der Whig James Cooper mit 66 Stimmen gewählt, nachdem er im ersten und zweiten Wahlgang nur 57 bzw. 60 Stimmen erhalten hatte. Der Demokrat Richard Brodhead erhielt wie in den beiden Wahlgängen zuvor 62 Stimmen, Thaddeus Stevens erhielt als Kandidat der Free Soil Party 3 Stimmen nach 7 bzw. 6 Stimmen in den ersten beiden Wahlgängen. Zwei weitere Kandidaten erhielten nur in den beiden ersten Wahlgängen Stimmen. Brodhead wurde 1851 auf den anderen Senatssitz Pennsylvanias gewählt.

### South Carolina
Andrew Butler, seit 1846 demokratischer Senator für South Carolina, wurde 1848 wiedergewählt.

### Vermont
William Upham, seit 1842 Whig-Senator für Vermont, wurde 1849 wiedergewählt.

### Wisconsin
Wisconsin war am 29. Mai 1848 in die Union aufgenommen worden. Das Parlament des Staates wählte am 8. Juni 1848 zwei Demokraten in den Senat. Den Sitz der Klasse I mit einer Amtszeit bis 1851 erhielt Henry Dodge, den Sitz der Klasse III mit einer Amtszeit bis zum 3. März 1849 Isaac P. Walker. Walker wurde 1849 für eine volle Amtszeit von sechs Jahren wiedergewählt.